# Nevo E07
Nevo E07 – elektryczny samochód osobowy typu crossover klasy wyższej produkowany pod chińską marką Nevo od 2023 roku.

## Historia i opis modelu

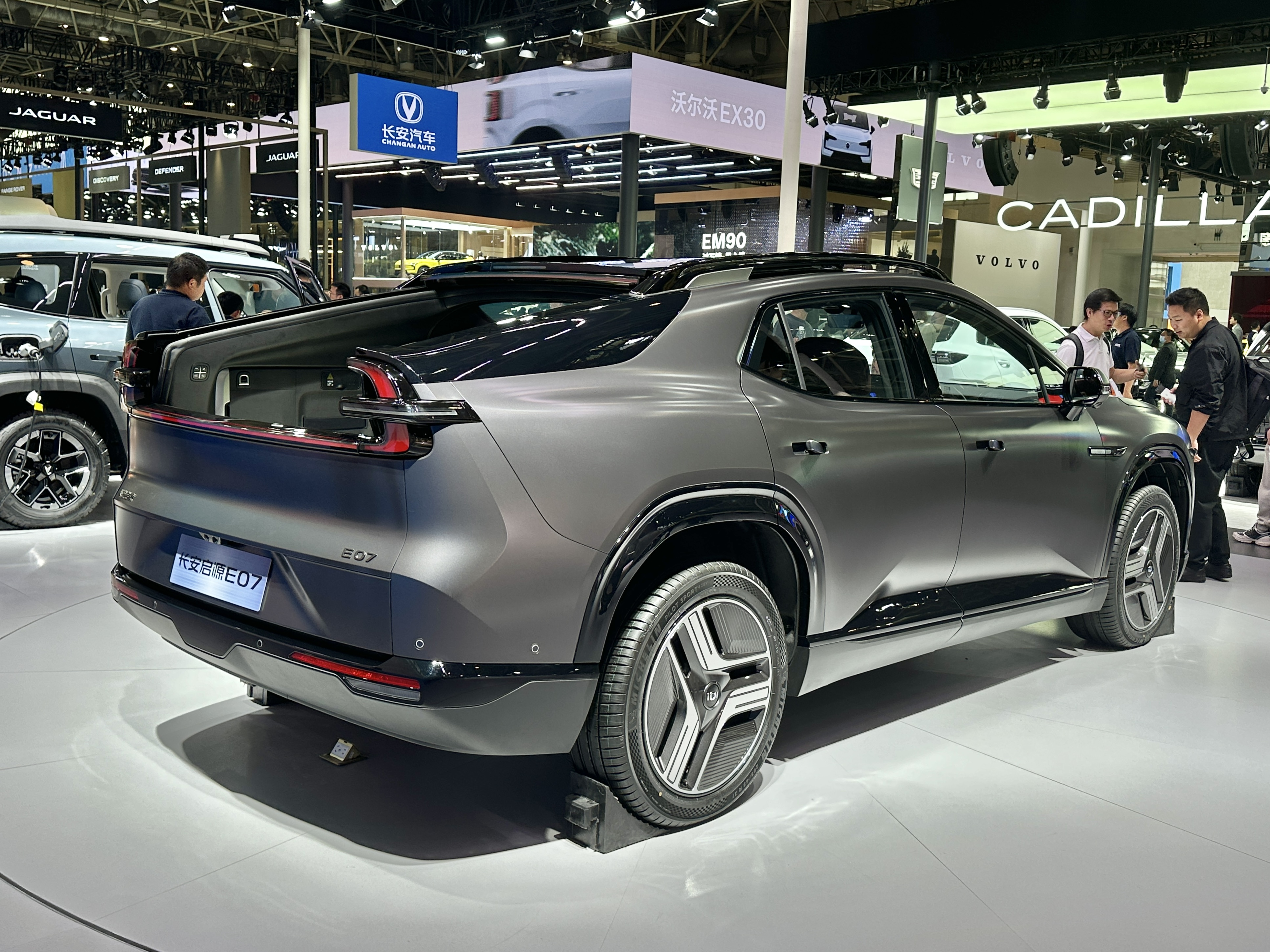
Nevo E07 - tył

We wrześniu 2023 zaprezentowany został prototyp Nevo CD701 zwiastujący kolejny model w gamie nowo powstałej wówczas marki koncernu Changan, który wyróżnił się niekonwencjonalną koncepcją łączącą crossovera z pickupem. Seryjny model pod nazwą E07 zadebiutował na początku 2024 roku, w obszernym zakresie odtwarzając koncepcję studium. Pas przedni wyróżnił wąski pas świetlny łączących prostokątne reflektory z charakterystycznymi łezkami, a także muskularnie zarysowana maska i obfite nadkola.
Łagodnie opadającą linię dachu płynnie połączono z nietypowo zaprojektowanym tyłem, który połączył elementy dużego przedziału transportowego typowego dla pickupów z przeszklonymi i przesuwnymi panelami pokrywającymi górną oraz tylną część. Dolną część klapy bagażnika uchyla się ku dołowi, ponownie zapożyczając to od tradycyjnych pickupów.
Wzorem prototypu z 2023 roku, Nevo E07 zyskał minimalistycznie zaaranżowane, 5-osobowe wnętrze z wysoko zabudowanym tunelem środkowym, dwuramienną kierownicą i centralnym, dotykowym ekranem systemu multmedialnego pozwalającym na sterowanie większościami funkcji samochodu.

### Sprzedaż
Nevo E07 został zbudowany z myślą o wewnętrznym rynku chińskim, trafiając do sprzedaży tuż po premierze w pierwszej połowie 2024 roku. Nie wskazano planów dotyczących eksportu.

### Dane techniczne
Nevo E07 jest samochodem powstałym wyłącznie z myślą o napędzie elektrycznym, będąc dostępnym w odmanie z jednym silnikiem o mocy 338 KM lub z dwiema jednostkami o łącznej mocy 590 KM. 